# Habu
Habu è un villaggio del Botswana situato nel distretto Nordoccidentale, sottodistretto di Ngamiland East. Il villaggio, secondo il censimento del 2011, conta 533 abitanti.